# Bourmont-entre-Meuse-et-Mouzon
Bourmont-entre-Meuse-et-Mouzon – gmina we Francji, w regionie Grand Est, w departamencie Górna Marna. W 2013 roku liczba ludności wynosiła 587 mieszkańców. 
Gmina została utworzona 1 czerwca 2016 roku z połączenia dwóch ówczesnych gmin: Bourmont oraz Nijon. Siedzibą gminy została miejscowość Bourmont. Dnia 1 stycznia 2019 roku nastąpiły kolejne zmiany administracyjne. Do Bourmont-entre-Meuse-et-Mouzon włączono ówczesną gminę Goncourt. Siedzibą gminy pozostała miejscowość Bourmont. 